# Prionocypris serrata
Prionocypris serrata är en kräftdjursart som först beskrevs av Norman 1862.  Prionocypris serrata ingår i släktet Prionocypris och familjen Cyprididae. Inga underarter finns listade i Catalogue of Life.